# NGC 6166A
NGC 6166A је лентикуларна галаксија у сазвежђу Херкул која се налази на NGC листи објеката дубоког неба.
Деклинација објекта је + 39° 31' 16" а ректасцензија 16h 28m 31,0s. Привидна величина (магнитуда) објекта NGC 6166 износи 15,0 а фотографска магнитуда 16,0. NGC 6166A је још познат и под ознакама MCG 7-34-50, PGC 58254.